# 1-アダマンタノール
| 1-アダマンタノール                   | 1-アダマンタノール             |
| ------------------------------------ | ------------------------------ |
| 1-アダマンタノールのスティックモデル |                                |
| IUPAC名                              | 1-アダマンタノール（許容慣用名 |
| 分子式                               | C10H16O                        |
| 分子量                               | 152.24                         |
| CAS登録番号                          | 768-95-6                       |
| 形状                                 | 無色固体                       |
| 融点                                 | >240 °C                        |
| SMILES                               | OC23CC1CC(CC(C1)C2)C3          |

1-アダマンタノール (1-adamantanol) は有機化合物の一種で、アダマンタンの1位にある3級C-H結合の1つがアルコール (C-OH) に置き換わったものである。

## 用途
嵩高さを利用して、有機合成における保護基として用いる場合がある。
1-アダマンタノールにさらに水酸基が１つ付いた1,3-アダマンタンジオールは、フォトレジストの原料として利用されている。

## 合成
工業的な合成法として、
- アダマンタンを量論量の臭素により臭素化し、その後加水分解することにより得る。
- 塩化ルテニウムを触媒とし、次亜塩素酸ナトリウムを酸化剤としてアダマンタンを酸化して合成する。
- NHPIと遷移金属塩を触媒として、酸素を酸化剤に用いてアダマンタンを酸化する[1]。

の三法が挙げられる。
実験室的には、アダマンタンをジメチルジオキシランを用いて酸化することにより合成できる。しかし、1-アダマンタノールは購入可能であり、また本法は高コストであり工業的な利用価値は無い。